# Jens-Christoph Lemke
Jens-Christoph Lemke, född 15 december 1960 i Stockholm, svensk fagottist.
Lemke är solofagottist i Kungliga Filharmoniska Orkestern i Stockholm och har tidigare haft liknande befattningar i Helsingborgs symfoniorkester och i Det Kongelige Kapel i Köpenhamn. Han har fått Kungliga Musikaliska akademiens stora utlandsstipendium och blev utnämnd till "Årets Filharmoniker" 1998. Jens-Christoph är medlem i Svenska Serenadensemblen och Kungliga Filharmonikernas Blåsarkvintett. Som solist i Stockholms konserthus har han framträtt i Richard Strauss Duett-Concertino, och i fagottkonserter av Mozart och Sofija Gubajdulina. En CD med Mozarts fagottsonat har utgivits. Han har i många år deltagit i Lapplands Festspel och Musica Amandi, och är i övrigt mycket verksam som kammarmusiker. Exempelvis vid Gubajdulina, Salonen och Henze-festivalerna i Stockholms Konserthus. Han har undervisat vid musikhögskolor i Sverige och i Finland. Lemke spelar även tidig musik på tidstrogna instrument från 1700- och 1800-talet.